# وحيدات الخلية محبة الحرارة المائية
وحيدات الخلية محبة الحرارة المائية (الاسم العلمي: Caldimonas hydrothermale) هي نوع من البكتيريا، سلبية الغرام، تتبع جنس وحيدات الخلية محبة الحرارة.